# Межиричский сельский совет (Лебединский район)
Межи́ричский се́льский сове́т (укр. Межиріцька сільська рада) — входит в состав
Лебединского района
Сумской области
Украины.
Административный центр сельского совета находится в 
с. Межирич
.

## Населённые пункты совета
- с. Межирич
- с. Остробуры